# Station Somonino
Station Somonino is een spoorwegstation in de Poolse plaats Somonino.